# Birmingham St George's F.C.
Birmingham St George's Football Club var en fodboldklub i Birmingham, England, som eksisterede i perioden 1881–92. Klubben blev dannet i 1881 som en fusion af Mitchells FC og St George's FC, og den spillede indtil 1888 under navnet Mitchell St Georges FC.
Klubben debuterede i FA Cup 1881-82, hvor den tabte 1-9 i første runde til Wednesbury Old Athletic FC. Efterfølgende deltog klubben i FA Cup'en hver sæson indtil klubben blev lukket i 1892. Bedste resultat blev opnået i sæsonen 1888-89, hvor holdet nåede kvartfinalen, hvor den tabte 0-2 til den senere vinder, Preston North End FC.
Birmingham St George's var med til at grundlægge ligaen The Combination i 1888, hvor den i den første sæson endte som nr. 10 ud af 12 hold. Klubben stillede endvidere med ligaens formand, Mr. H. Mitchell. The Combination lukkede efter kun en sæson, så Birmingham St George's ansøgte om at blive valgt ind i The Football League. Klubben tabte imidlertid afstemningen men modtog flest stemmer blandt de klubber, der ikke blev valgt. I 1889 var de i stedet med til at grundlægge ligaen Football Alliance, som i 1892 blev slået sammen med The Football League, men hvor Birmingham St George's blev den eneste klub fra Football Alliance, som ikke kom med over i The Football League. Da Aston Villa FC og Small Heath FC begyndte at dominere i Birmingham-området, blev klubben lukket i 1892 på grund af finansielle problemer.